# Cape Krusenstern National Monument

Cape Krusenstern National Monument

Cape Krusenstern National Monument – amerykański pomnik narodowy w stanie Alaska. 
Pomnik ustanowiony został 1 grudnia 1978 roku i zajmuje powierzchnię 2626,75 km². Na jego obszarze znajduje się ponad 100 stanowisk archeologicznych pozwalających na badanie społeczności eskimoskich żyjących nawet 4 tysiące lat temu.